# Gospodarka planowa
Gospodarka planowa (centralnie planowa/sterowana) – rodzaj systemu gospodarczego, w którym decyzje dotyczące inwestycji, produkcji i alokacji dóbr kapitałowych zawarte są w planie sformułowanym przez władze centralne, zwykle przez agencję rządową. Gospodarka planowa może korzystać ze scentralizowanych, zdecentralizowanych, partycypacyjnych lub sowieckich form planowania gospodarczego. Poziom centralizacji lub decentralizacji w podejmowaniu decyzji i partycypacji (uczestnictwo), zależy od konkretnego typu zastosowanego mechanizmu planowania.
Państwa socjalistyczne oparte na modelu sowieckim stosowały centralne planowanie, chociaż mniejszość, taka jak była Socjalistyczna Federacyjna Republika Jugosławii, przyjęła pewien stopień socjalizmu rynkowego. Nowsze podejścia do socjalistycznego planowania i alokacji pochodzą od niektórych ekonomistów i informatyków proponujących mechanizmy planowania oparte na postępach w informatyce i technologii informacyjnej.

## Charakterystyka
Gospodarka planowa może składać się zarówno z przedsiębiorstw państwowych, jak i prywatnych, a także mieszanych. Określenia „planowa” i „nakazowa” są niekiedy używane jako synonimy – jest to błędne, zasadniczo rzecz biorąc, gdyż gospodarka nakazowa oznacza system gospodarczy, w którym rząd kontroluje produkcję, dystrybucję i ceny, co w gospodarce planowej nie zawsze ma miejsce.
Ten typ organizacji gospodarki jest stosowany w okresie wojny. Występował też w komunistycznych państwach bloku wschodniego.
Planowanie gospodarcze jest przeciwieństwem wolnego rynku, na którym decyzje dotyczące produkcji, dystrybucji, cen i inwestycji podejmują niezależne i prywatne firmy, w oparciu o swój indywidualny interes, a nie plan makroekonomiczny. Istnieje też gospodarka mieszana, w której łączą się wpływy wolnego rynku i planowania; model ten jest zwykle nazywany regulowaną gospodarką rynkową.

### „Prawo planowego rozwoju gospodarki narodowej” w oficjalnej doktrynie ZSRR i podporządkowanych mu państw bloku wschodniego
Wraz z ustanowieniem własności społecznej przestają działać prawa kapitalistycznej ekonomiki. Nowa forma własności rodzi swoje nowe prawa. Wśród nich szczególnie ważne miejsce zajmuje prawo planowego, proporcjonalnego rozwoju gospodarki narodowej. Jego istota polega na tym, że normalne funkcjonowanie gospodarki socjalistycznej wymaga nieodzownie określonych stosunków, proporcji między poszczególnymi jej gałęziami. W ustroju kapitalistycznym niezbędne proporcje w gospodarce kształtują się żywiołowo, poprzez chorobliwe wahania i dysproporcje, poprzez kryzysy i depresje. Charakteryzując sytuację w krajach kapitalistycznych Nikita Chruszczow na XX Zjeździe KPZR zaznaczył, że gospodarka światowego kapitalizmu rozwija się niezwykle nierównomiernie i stała się jeszcze bardziej chwiejna. W warunkach kapitalizmu w mniejszym lub większym stopniu planowa organizacja produkcji jest osiągalna wyłącznie w ramach jednego przedsiębiorstwa lub – co najwyżej – w skali jednego monopolu. Inaczej ma się rzecz w ustroju socjalistycznym. W przeciwieństwie do prywatnej własności środków produkcji, która dzieli producentów towarów, rodzi konkurencję i anarchię produkcji, własność społeczna łączy liczne przedsiębiorstwa w jednolitą całość narodowo-gospodarczą.

Przejęcie środków produkcji przez społeczeństwo znosi produkcję towarową, usuwając tym samym panowanie produktu nad producentami. Anarchia w produkcji społecznej ustępuje miejsca planowej, świadomej organizacji.

Ze społecznej własności środków produkcji wynika konieczność i możliwość planowego zarządzania społeczno-produkcyjnym mechanizmem jako całością. Nadchodzi nowa era w historii ludzkości – era planowej gospodarki. Według propagandy w ZSRR historyczne sukcesy radzieckich planów gospodarczych, osiągnięcia planowej gospodarki krajów demokracji ludowej dowodziły, że społeczeństwo socjalistyczne w coraz większym stopniu opanowywało prawo planowego rozwoju gospodarki, coraz pełniej uwzględniało je w swej codziennej praktyce.
Efektywność produkcji społecznej zależy zarówno od umiejętnego gospodarowania, jak i od dobrego zarządzania, które jest oparte na leninowskiej zasadzie centralizmu demokratycznego zakładającego połączenie planowego scentralizowanego kierownictwa z rozwojem inicjatywy terenu. Oznacza to, że planowanie realizuje się nie tylko odgórnie, lecz również oddolnie. Centralne planowe kierownictwo państwa łączy się z demokratyzmem socjalistycznym, z gospodarczo-operatywną samodzielnością przedsiębiorstw, twórczą aktywnością mas pracujących.

## Krytyka
Gospodarka centralnie planowana jest uznawana przez zwolenników kapitalizmu za nieefektywną w porównaniu do gospodarki rynkowej. Wynika to z braku mechanizmów powodujących alokację kapitału w obszarach najlepiej zaspokajających potrzeby konsumentów, gdzie w systemie kapitalistycznym odpowiadają za to mechanizmy wolnorynkowe. Prowadzi to między innymi do niedoborów części dóbr, przy jednoczesnej nadprodukcji innych.